# Ратскірхен
Ратскірхен (нім. Rathskirchen) — громада в Німеччині, розташована в землі Рейнланд-Пфальц. Входить до складу району Доннерсберг. Складова частина об'єднання громад Роккенгаузен.
Площа — 5,12 км2. Населення становить 170 ос. (станом на 31 грудня 2020).